# Quezalguaque
Quezalguaque é um município da Nicarágua, situado no departamento de León. Tem 86 km² de área e sua população em 2020 foi estimada em 9.694 habitantes.